# Aeropuerto de Santa María
El Aeropuerto de Santa María (en portugués: Aeroporto de Santa Maria) (IATA: SMA, OACI: LPAZ) es un pequeño aeropuerto situado en el municipio de Vila do Porto, que se encuentra en la Isla de Santa María, dentro del archipiélago de las Azores. Es, de todos los aeropuertos ubicados en estas islas, el que dispone de la pista más larga, con 3,048 metros de longitud. Antiguamente el avión supersónico Concorde hacía escala en este aeropuerto en sus rutas entre Europa y América.

## Aerolíneas y destinos

### Destinos nacionales
| Ciudades           | Nombre del aeropuerto                       | Aerolíneas      | Aeronaves | Frecuencias semanales |          |
| Portugal           | Portugal                                    | Portugal        | Portugal  | Portugal              | Portugal |
| ------------------ | ------------------------------------------- | --------------- | --------- | --------------------- | -------- |
| Azores             |                                             |                 |           |                       |          |
| Ponta Delgada      | Aeropuerto de Ponta Delgada - João Paulo II | SATA Air Açores | DHC-8     |                       |          |
| Distrito de Lisboa |                                             |                 |           |                       |          |
| Lisboa             | Aeropuerto de Lisboa                        | Azores Airlines | A32x      |                       |          |